# Високівська сільська рада (чеська національна, Черняхівський район)
Високівська сільська рада (до 1946 року — Високо-Чеська сільська рада) — колишня адміністративно-територіальна одиниця та орган місцевого самоврядування в Черняхівському районі Житомирської області УРСР з адміністративним центром у селі Високе.

## Населені пункти
Сільській раді на момент ліквідації були підпорядковані населені пункти:
- с. Високе

## Історія та адміністративний устрій
Утворена 18 жовтня 1924 року як Високо-Чеська сільська рада, відповідно до рішення Волинської ГАТК від 8 жовтня 1924 року, в складі колоній Високе (с. Високе-Чеське) і Чуранда-Виногради Високівської (відтоді — Високо-Українська) сільської ради та Велика Горбаша Велико-Горбашської сільської ради Черняхівського району Житомирської (згодом — Волинська) округи. Станом на 1 жовтня 1941 року кол. Горбаші не перебувала на обліку населених пунктів.
7 червня 1946 року, відповідно до указу Президії Верховної ради УРСР «Про збереження історичних найменувань та уточнення і впорядкування існуючих назв сільрад і населених пунктів Житомирської області», сільську раду перейменовано на Високівську через перейменування адміністративного центру на с. Високе.
Станом на 1 вересня 1946 року сільрада входила до складу Черняхівського району Житомирської області, на обліку в раді перебувало с. Високе, кол. Виногради (Чуранда) не значиться на обліку населених пунктів.
11 серпня 1954 року, відповідно до указу Президії Верховної ради УРСР «Про укрупнення сільських рад по Житомирській області», сільську раду було ліквідовано, територію та с. Високе включено до складу Високо-Української сільської ради Черняхівського району Житомирської області.